# Wilfred Buckland
Pour les articles homonymes, voir Buckland.
Wilfred Buckland (1er janvier 1866 - 18 juillet 1946) est un chef décorateur et directeur artistique américain ayant travaillé avec Cecil B. DeMille et Jesse L. Lasky, et plus tard avec Allan Dwan. Il a été le premier « directeur artistique » de Hollywood et est à l'origine de plusieurs avancées artistiques dans le cinéma que ce soit dans les techniques d'éclairage, le développement des décors, ou dans l'utilisation de maquettes. En 1924, il a été désigné comme l'une des dix personnes à avoir le plus contribué à l'évolution de l'industrie cinématographique depuis sa création.

## Filmographie partielle
- 1914 : Le Mari de l'Indienne (The Squaw Man) d'Oscar Apfel et Cecil B. DeMille
- 1915 : Carmen de Cecil B. DeMille
- 1915 : Forfaiture (The Cheat) de Cecil B. DeMille
- 1915 : Tentation (Temptation) de Cecil B. DeMille
- 1916 : Anice, fille de ferme (The Plow Girl) de Robert Z. Leonard
- 1916 : The Clown de William C. de Mille
- 1916 : La Piste du pin solitaire (The Trail of the Lonesome Pine) de Cecil B. DeMille
- 1916 : Jeanne d'Arc (Joan the Woman) de Cecil B. DeMille
- 1916 : The Dream Girl de Cecil B. DeMille
- 1917 : La Petite Américaine (The Little American) de Cecil B. DeMille
- 1917 : La Petite Princesse (The Little Princess) de Marshall Neilan
- 1917 : Les Conquérants (The Woman God Forgot) de Cecil B. DeMille
- 1918 : L'Enfant de la forêt (M'Liss) de Marshall Neilan
- 1918 : Le Rachat suprême (The Whispering Chorus) de Cecil B. DeMille
- 1918 : La Proie pour l'ombre (Old Wives for New) de Cecil B. DeMille
- 1918 : À chacun sa vie (Amarilly of Clothes-Line Alley), de Marshall Neilan
- 1918 : La Blessure qui sauve (The Hidden Pearls) de George Melford
- 1918 : L'Illusion du bonheur (We Can't Have Everything) de Cecil B. DeMille
- 1918 : La Petite Vivandière (Johanna Enlists) de William Desmond Taylor
- 1918 : Till I Come Back to You de Cecil B. DeMille
- 1919 : Pour le meilleur et pour le pire (For Better, for Worse) de Cecil B. DeMille
- 1919 : L'Admirable Crichton (Male and Female) de Cecil B. DeMille
- 1920 : L'Échange (Why Change Your Wife?) de Cecil B. DeMille
- 1921 : Les Millions de Fatty (Brewster's Millions) de Joseph Henabery